# Teratoppiidae
Teratoppiidae zijn  een familie van mijten. Bij de familie zijn 4 geslachten met circa 20 soorten ingedeeld.